# Protestantse kerk (Bladel)
De protestantse kerk (bijgenaamd: Witte Kerkje) is een kerkgebouw in de Noord-Brabantse plaats Bladel, gelegen aan de Van Dissellaan 1.

## Geschiedenis
Deze kerk werd in 1821 als Hervormde kerk gebouwd. Het is een bakstenen zaalkerkje met een witgepleisterde voorgevel, spitsboogvensters en een klokkenruitertje op het aan de voorzijde gewolfde zadeldak. Het is een Waterstaatskerk. De kerk heeft een orgel van 1825, gebouwd door Justus Geerkens.
Het kerkje vormde samen met de voormalige Protestantse kerk te Hapert in de periode 1826-1954 de twee kerkjes van de gemeente Bladel-Hapert. In 2004 werd het kerkje een protestantse PKN-kerk. In 2019 fuseerde de Bladelse gemeente met die van Veldhoven maar bleef het kerkje in gebruik voor het houden van diensten.

## Vergelijkbare en nabij gelegen kerkjes
- Protestantse kerk (Bergeijk)
- Hervormde kerk (Eersel)
- Hervormde kerk (Hapert)
- Rode kerkje (Hoogeloon)

## Trivia
- Binnen de gemeente Bladel is nog een protestantse kerk in het dorp Hoogeloon gelegen, beter bekend als het Rode Kerkje.